# Mafia III
Mafia III é um jogo eletrônico de ação e aventura produzido pelo estúdio Hangar 13 e lançado pela 2K Games em 7 de outubro de 2016 para as plataformas Microsoft Windows, PlayStation 4 e Xbox One, em maio de 2017 para macOS e outubro de 2021 para Stadia. É o terceiro jogo da série Mafia e o primeiro desenvolvido pela Hangar 13.
Os acontecimentos de Mafia III decorrem em 1968 no New Bordeaux, uma recriação fictícia de Nova Orleães, onde os jogadores assumem o papel de Lincoln Clay, um veterano da Guerra do Vietnã que procura vingar os seus amigos assassinados por mafiosos locais ao mesmo tempo que constrói uma nova organização criminosa.
Mafia III obteve uma recepção mista por parte da crítica especializada. Enquanto os gráficos, a recriação histórica da época, o enredo e a trilha sonora foram elogiados, as críticas recaíram principalmente sobre a estrutura repetitiva das missões, a pobre inteligência artificial e o elevado número de erros de design, com alguns críticos chamando o jogo de "funcional". Ainda assim, foi um sucesso comercial, tornando-se o jogo que mais rapidamente vendeu na história da 2K Games.

## Jogabilidade
Mafia III é um jogo de ação-aventura numa perspectiva de terceira pessoa, no qual os jogadores assumem o papel de Lincoln Clay, um veterano da Guerra do Vietnã que quer vingar os seus amigos assassinados pelos mafiosos locais. O jogo decorre em 1968 em New Bordeaux, uma recriação fictícia de New Orleans , que é um mundo aberto e pode ser livremente explorado pelos jogadores. Os jogadores podem completar os objectivos de vários modos. Por exemplo, podem usar armas, como revolveres e caçadeiras, para eliminarem os inimigos, ou alternativamente, podem utilizar uma abordagem mais furtiva em toda a missão sem que sejam notados pelos inimigos. A jogabilidade centra-se sobretudo sobre o jogo de armas. Como adição, também há a possibilidade de matar com movimentos que executam e através do combate corpo-a-corpo. Mafia III também tem um sistema de cobertura, que permite aos jogadores se esconderem por detrás de objectos para prevenirem ataques. Para completarem os objectivos, os jogadores também podem fazer interrogatórios a outros personagens para conseguirem obter informações.
Os jogadores podem atacar e controlar locais propriedade da máfia italiana, e responsabilizar pelo local um dos seus comandantes. Os comandantes disponíveis são Cassandra, Burke e Vito Scaletta.
Segundo Haden Blackman da Hangar 13, o jogo não tem multijogador porque a equipa de produção quer focar-se em desenvolver a personagem de Lincoln, as bases de cobertura e tiroteios da jogabilidade, mais a física da condução perigosa.

## Enredo
A acção de Mafia III decorre em 1968 e conta a história de Lincoln Clay, um órfão multirracial e um veterano de guerra. Como órfão, esteve sempre à procura de uma família até se alistar para a Guerra do Vietname. Depois da guerra regressa a Nova Orleães, e junta-se à "The Black Mob". Como a "black mob" há ligações à Máfia local, houve um confronto, e o que mais perto Clay teve de uma família foi violentamente arrancada de si. Em vez de fugir, Clay decide ripostar e vingar-se, e forma uma pequena equipe para desmantelar a máfia da cidade e construir uma nova família para si. Clay tem três aliados, Cassandra, Burke e Vito Scaletta, este último introduzido em Mafia II.

## Desenvolvimento
Os primeiros rumores ao jogo acontecerem em Agosto de 2012. Em Novembro de 2012, 2K Czech, o produtor do original Mafia: The City of Lost Heaven e Mafia II, anunciou que a empresa estava a trabalhar num "jogo AAA, ultra secreto". No entanto, a companhia foi reestruturada em Janeiro de 2014 e o estúdio de Praga foi encerrado, com os recursos a serem deslocados para Novato, Califórnia. No mesmo ano e no mesmo local foi criado o estúdio Hangar 13. Chefiado por Haden Blackman, que já tinha trabalhado na LucasArts, o estúdio referiu que estava a trabalhar num novo projecto.
O jogo foi oficialmente revelado pela 2K a 28 de Julho de 2015, e mostrado formalmente durante a Gamescom 2015 com um vídeo. Mafia III foi lançado em 2016 para Microsoft Windows, PlayStation 4 e Xbox One.

## Recepção

### Críticas profissionais
De acordo com o website de pontuacoes agregadas Metacritic, Mafia III recebeu analises "mistas ou medias".

### Vendas
Mafia III estreou-se em #2 na lista de vendas de software do Reino Unido (atras de FIFA 17), registando uma melhoria de 58.7% em relação ao seu antecessor, Mafia II, que se tinha estreado em #1. Mafia III tornou-se o titulo da história da 2K Games que mais rapidamente vendeu, ultrapassando séries como NBA 2K, Borderlands e BioShock. De acordo com a Take Two Interactive o jogo vendeu mais de 4,5 milhões de cópias durante a primeira semana de vendas.